# Distretto di Pacaraos
Il distretto di Pacaraos è un distretto del Perù  appartenente alla provincia di Huaral, nella regione di Lima. È ubicato a nord della capitale peruviana.
Si estende per 294,04 km², a 3331 metri sul livello del mare.
La capitale è Pacaraos.